# Anua circumferens
Anua circumferens là một loài bướm đêm trong họ Erebidae.